# Luiz Antonio da Silveira Tavora
Luiz Antonio da Silveira Tavora (Ceará, meados de 1840 – Recife, 5 de dezembro de 1909) foi um artista plástico e jornalista brasileiro.

## Biografia

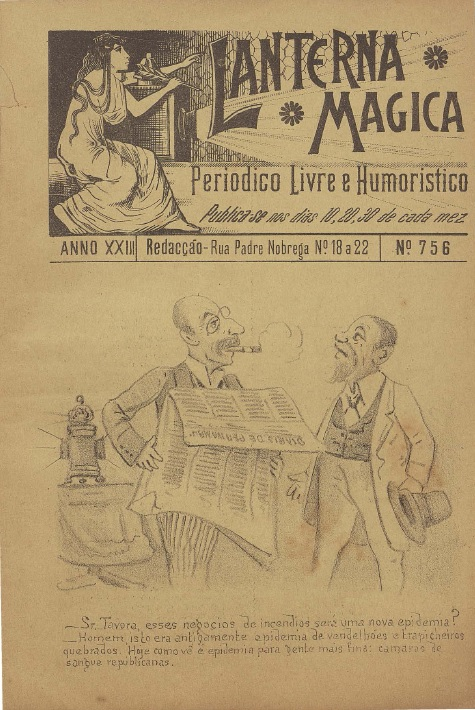
Capa de "Lanterna Mágica", ano 23, n. 756, 29 fev. 1904.

Notabilizou-se como proprietário, redator e ilustrador da Lanterna mágica: periódico livre e humorístico que circulou em Recife no período de 20 de janeiro de 1882 a 20 de outubro de 1909, com periodicidade trimensal regular.
Figura como eleitor em Recife, no Distrito do Poço da Panela, no edital de alistamento publicado em 1890.